# کیک پیتزا

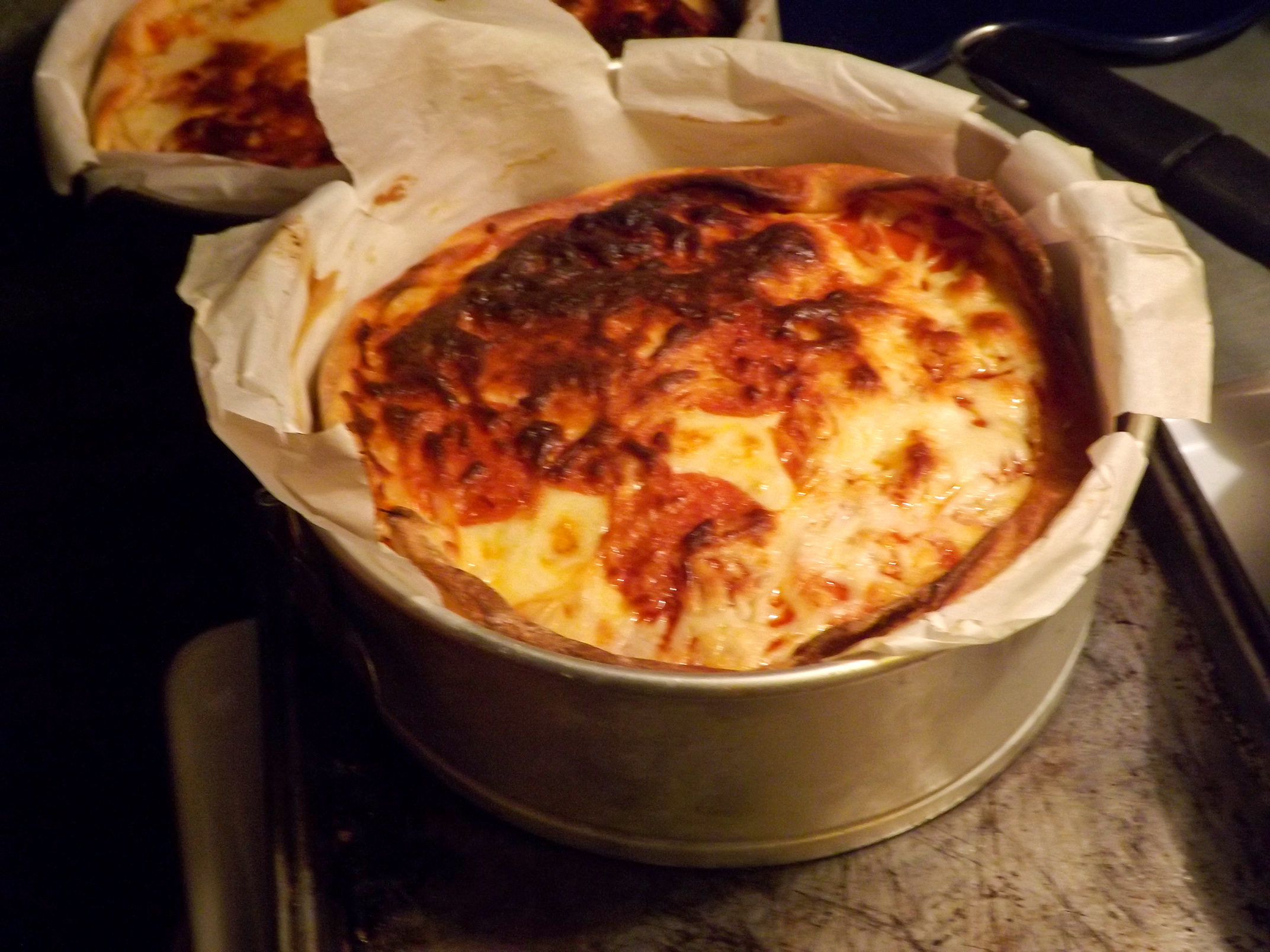
کیک پیتزا در تابه

کیک پیتزا یک پیتزای چند لایه کانادایی است که در قابلمه یا قالب کیک پخته می‌شود. اولین بار توسط بوستون پیتزا اختراع شد، دستور العمل‌ها در اوایل آوریل ۲۰۱۴ به صورت آنلاین پست شدند، اگرچه تا زمانی که شرکت پیلزبوری نمونه ای را در سپتامبر ۲۰۱۴ ارسال کرد، ویروسی نشدند. نقدها متفاوت بوده‌است، با تمجید از سلیقه و انتقاد به پیچیدگی و ناسالم بودن آن.

## تاریخچه
در آوریل ۲۰۱۴، پیتزای زنجیره‌ای کانادایی بوستون، کیک پیتزا را به عنوان بخشی از تبلیغ Pizza Game Changers خود درج کرد، که محصولات متعدد مرتبط با پیتزا را به نمایش گذاشت. این دستور غذا به سرعت به محبوب‌ترین تبلیغ تبدیل شد و تا ۲۱ آوریل ۱۵۰۰۰ رای دریافت کرد – بیش از پنج برابر نزدیکترین رقیب خود، نعناع پیتزا. این سمت را تا زمان بسته شدن تبلیغات حفظ کرد. این شرکت این ترکیب را به‌عنوان «مناسب برای تولد، بر میتصوا، عروسی و حتی شب‌های تنهایی تماشای آگهی‌های تبلیغاتی» تبلیغ می‌کرد.
با الهام از تبلیغ پیتزا بوستون، بعداً در ماه آوریل دستور العملی برای کیک پیتزا در وبلاگ So Good ارسال شد. یکی از کاربران ردیت که این دستور غذا را امتحان کرد، آن را «بهشتی» توصیف کرد، هرچند با «خماری غذایی» قوی. در سپتامبر ۲۰۱۴، دستور پخت کیک پیتزا توسط شان سیزیف توسط شرکت پیلزبوری ارسال شد. به زودی به‌طور گسترده در اینترنت دست به دست شد و وایرال شد. گاهی به اشتباه به این شرکت نسبت داده می‌شود که این دستور غذا را تهیه کرده‌است.

## آماده‌سازی
دستور العمل وبلاگ So Good خواستار خمیر پیتزای معمولی است که به صورت یک لایه نورد شده‌است۱⁄۵ اینچ (۵ میلیمتر) ضخامت، که از آن شش قطعه گرد ۶ ۱/۳ اینچ (۱۶ سانتی‌متر) به قطر بریده می‌شوند. این برش‌های گرد در فر از قبل گرم شده به مدت ۱۵ دقیقه پخته می‌شوند و سپس اجازه می‌دهند تا خنک شوند. در همین حین، بیکینگ پودر را در قابلمه ای می‌پاشیم و کناره‌های آن را با یک قابلمه می‌چینیم.۱⁄۵-اینچ (۵-میلیمتر) لایه ضخیم خمیر. وقتی این کار کامل شد و گردها خنک شدند، یک گرد در ته آن قرار می‌دهند، سپس با مواد پیتزا (از جمله سس، پپرونی و پنیر) پوشانده می‌شوند. این مرحله تا پر شدن قابلمه تکرار می‌شود. بعد از اینکه خمیر اضافی بریده شد و لبه‌ها در آن فرورفت، کیک پیتزا به مدت ۴۵ دقیقه پخته می‌شود.
دستور غذای Pillsbury که در سپتامبر ۲۰۱۴ منتشر شد، دستور العمل مشابه، هرچند کوچک‌تری داشت که زمان پخت کمتری داشت. دستور پخت یک ماهیتابه با اضلاع بلند (مربع یا گرد) را توصیه می‌کرد و به سه لایه خمیر و در مجموع 28 – ۳۳ دقیقه زمان پخت (۸ برای دور و 20 – ۲۵ برای پیتزای آماده) نیاز داشت.
دیلی میرور در مجموع ۵۰۰۰ کالری برای یک کیک پیتزای شش لایه بوستون پیتزا داد.

## بازخورد
پیتر ساگال از ان پی آر دریافت که دستور پخت پیچیده‌تر از آن چیزی است که به نظر می‌رسد، و نوشته‌است: «این دقیقاً (چقدر پیتزا دوست دارید) × (تعداد لایه‌ها)» نیست، و کیک پیتزا تردی پوسته را از دست داد. او نتیجه گرفت که تهیه این دستور غذا سرگرم‌کننده است و خوردن «مقدار زشت پنیر» باعث می‌شود که مشکلات پوسته فراموش شود. روزان سالواتوره، که برای مجله آنلاین باستل می‌نویسد، این کیک را با وجود مقدار کار و هزینه مورد نیاز، ارزش توصیه را دارد. او نتیجه گرفت: «من با دست خالی معجزه ای [کیک پیتزا] خلق کردم.»
آوریل بلیک، که در کلیولند فری تایمز می‌نویسد، دیدگاه منفی تری نسبت به دستور غذا داشت. او تهیه آن را دشوار، بدون ترد بودن در پوسته، و ناسالم‌تر از یک پیتزای معمولی می‌دانست.